# Guge
För berget i Etiopien, se Gugē

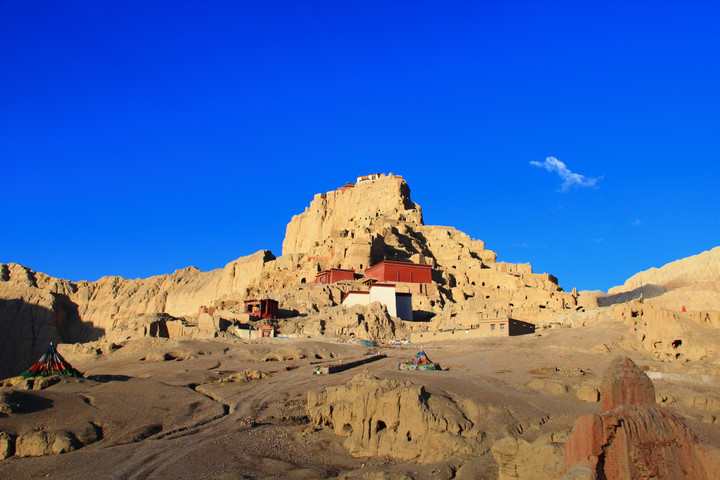
Ruiner från Guge

Guge var ett kungadöme beläget vid dagens Zanda, i västra Tibet. Guge hade totalt 16 kungar, och hade som mest omkring 100 000 invånare.
År 842 mördades den dåvarande kejsaren av Tibet, Langdarma. Då flydde en av hans söner till en stad kallad Zhaburang i västra Tibet, där han fick starkt stöd av de lokala myndigheterna. Han utvecklade regionen till en mycket stark del av västra Tibet, och när han dog, tog hans tre söner över makten. Regionen blev då delad i tre delar, en av vilken blev Guge.
Guge var ett kungadöme som dominerades av tibetansk buddhism, och många kloster byggdes därför i regionen. Under senare delen av 1600-talet uppstod dock konflikter mellan Guge och ett antal religiösa grupper. Som följd av detta invaderades Guge av kungadömet Ladakh, och Guge föll.
Guge var beläget på en mycket stor kulle, där de allra mäktigaste i samhället bodde långt uppe på kullen, medan de som hade lägre status i samhället bodde längre ned.